# Sergueï Samsonov
Pour les articles homonymes, voir Samsonov.
Sergueï Viktorovitch Samsonov - en russe Сергей Викторович Самсонов (né le 27 octobre 1978 à Moscou en République socialiste fédérative soviétique de Russie) est un joueur professionnel de hockey russe.

## Carrière
Il a été repêché par les Bruins de Boston lors du repêchage d'entrée dans la LNH 1997, à la 8e position.

### Carrière professionnelle dans la LNH
Lors de sa saison recrue, en 1997-1998, il a remporté le Trophée Calder, remis au meilleur joueur recrue dans la LNH. Il avait alors amassé un total de 47 points.
En 2000-2001, Samsonov a participé à son premier et seul Match des étoiles de la LNH à Denver. Le 9 mars 2006, il a été échangé aux Oilers d'Edmonton en retour de Marty Reasoner, Yan Stastny et un choix de deuxième ronde au repêchage d'entrée dans la LNH 2006 (Milan Lucic). Le 12 juillet 2006, il a signé un contrat de 2 ans d'une valeur de 7,05M$ avec les Canadiens de Montréal.
La saison 2006-2007 a été la plus médiocre de la carrière de l'attaquant russe avec une piètre production de 26 points et seulement 9 buts ce qui est très peu pour la toupie russe.
Le 6 février 2007 durant l'après-midi, le directeur général Bob Gainey a soumis le russe au ballotage puisqu'il disait vouloir être échangé. Aucune équipe ne l'a réclamé. Samsonov a dit aux journalistes, le 10 mars 2007, qu'il regrettait d'avoir signé avec le grand club. Depuis ce temps, l'entraineur-chef Guy Carbonneau l'a assis au banc. Le 16 juin 2007 il est échangé aux Blackhawks de Chicago en retour de Jassen Cullimore et Tony Salmelainen. Le 8 janvier 2008 il est réclamé au ballotage par les Hurricanes de la Caroline. Le 28 février 2011, le dernier jour d'échange de joueurs, une transaction l'amène aux Panthers de la Floride contre Bryan Allen.

### Carrière internationale
Avant de jouer dans la LNH, Samsonov avait représenté la Russie en 1996 et en 1997 aux Championnats du monde de hockey junior de 1996 et 1997. En 1997, il a remporté la médaille de bronze avec l'équipe nationale russe et a été nommé le meilleur joueur d'avant du tournoi, avec une récolte de six buts en six matches. En 2002, il a participé aux Jeux olympiques d'hiver de Salt Lake City et a gagné la médaille de bronze avec l'équipe nationale russe.

## Statistiques
| Saison           | Équipe                    | Ligue            |     | Saison régulière | Saison régulière | Saison régulière | Saison régulière | Saison régulière | Saison régulière |    | Séries éliminatoires | Séries éliminatoires | Séries éliminatoires | Séries éliminatoires | Séries éliminatoires | Séries éliminatoires |
| Saison           | Équipe                    | Ligue            | PJ  | B                | A                | Pts              | Pun              | +/-              | PJ               | B  | A                    | Pts                  | Pun                  | +/-                  |                      |                      |
| 1994-1995        | HK CSKA Moscou            | Superliga        | 13  | 2                | 2                | 4                | 14               |                  | 2                | 0  | 0                    | 0                    | 0                    |                      |                      |                      |
| 1995-1996        | CSKA Moscou               | Superliga        | 51  | 21               | 17               | 38               | 12               |                  | 3                | 1  | 1                    | 2                    | 4                    |                      |                      |                      |
| 1996-1997        | Vipers de Détroit         | LIH              | 73  | 29               | 35               | 64               | 18               | +33              | 19               | 8  | 4                    | 12                   | 12                   | 0                    |                      |                      |
| 1997-1998        | Bruins de Boston          | LNH              | 81  | 22               | 25               | 47               | 8                | +9               | 6                | 2  | 5                    | 7                    | 0                    | +1                   |                      |                      |
| 1998-1999        | Bruins de Boston          | LNH              | 79  | 25               | 26               | 51               | 18               | -6               | 11               | 3  | 1                    | 4                    | 0                    | +3                   |                      |                      |
| 1999-2000        | Bruins de Boston          | LNH              | 77  | 19               | 26               | 41               | 4                | -6               | -                | -  | -                    | -                    | -                    | -                    |                      |                      |
| 2000-2001        | Bruins de Boston          | LNH              | 82  | 29               | 46               | 75               | 18               | +6               | -                | -  | -                    | -                    | -                    | -                    |                      |                      |
| 2001-2002        | Bruins de Boston          | LNH              | 74  | 29               | 41               | 70               | 27               | +21              | 6                | 2  | 2                    | 4                    | 0                    | -2                   |                      |                      |
| 2002-2003        | Bruins de Boston          | LNH              | 8   | 5                | 6                | 11               | 2                | +8               | 5                | 0  | 2                    | 2                    | 0                    | -1                   |                      |                      |
| 2003-2004        | Bruins de Boston          | LNH              | 58  | 17               | 23               | 40               | 4                | +12              | 7                | 2  | 5                    | 7                    | 0                    | +2                   |                      |                      |
| 2004-2005        | HK Dinamo Moscou          | Superliga        | 3   | 1                | 0                | 1                | 0                | +1               | 3                | 1  | 2                    | 3                    | 0                    | +3                   |                      |                      |
| 2005-2006        | Bruins de Boston          | LNH              | 55  | 18               | 19               | 37               | 22               | -3               | -                | -  | -                    | -                    | -                    | -                    |                      |                      |
| 2005-2006        | Oilers d'Edmonton         | LNH              | 19  | 5                | 11               | 16               | 6                | 0                | 24               | 4  | 11                   | 15                   | 14                   | +2                   |                      |                      |
| 2006-2007        | Canadiens de Montréal     | LNH              | 63  | 9                | 17               | 26               | 10               | -4               | -                | -  | -                    | -                    | -                    | -                    |                      |                      |
| 2007-2008        | IceHogs de Rockford       | LAH              | 2   | 1                | 0                | 1                | 0                | -1               | -                | -  | -                    | -                    | -                    | -                    |                      |                      |
| 2007-2008        | Blackhawks de Chicago     | LNH              | 23  | 0                | 4                | 4                | 6                | -7               | -                | -  | -                    | -                    | -                    | -                    |                      |                      |
| 2007-2008        | Hurricanes de la Caroline | LNH              | 38  | 14               | 18               | 32               | 10               | +6               | -                | -  | -                    | -                    | -                    | -                    |                      |                      |
| 2008-2009        | Hurricanes de la Caroline | LNH              | 81  | 16               | 32               | 48               | 28               | -8               | 17               | 5  | 3                    | 8                    | 6                    | +2                   |                      |                      |
| 2009-2010        | Hurricanes de la Caroline | LNH              | 72  | 14               | 15               | 29               | 32               | -15              | -                | -  | -                    | -                    | -                    | -                    |                      |                      |
| 2010-2011        | Hurricanes de la Caroline | LNH              | 58  | 10               | 16               | 26               | 12               | 0                | -                | -  | -                    | -                    | -                    | -                    |                      |                      |
| 2010-2011        | Panthers de la Floride    | LNH              | 20  | 3                | 11               | 14               | -2               | 2                | -                | -  | -                    | -                    | -                    | -                    |                      |                      |
| Totaux LNH       | Totaux LNH                | Totaux LNH       | 888 | 235              | 336              | 571              | 209              | +11              | 76               | 18 | 29                   | 47                   | 20                   | +7                   |                      |                      |
| Totaux Superliga | Totaux Superliga          | Totaux Superliga | 67  | 24               | 19               | 43               | 26               |                  | 8                | 2  | 3                    | 5                    | 4                    |                      |                      |                      |